# Morti nel 998
| Questa pagina contiene informazioni ricavate automaticamente dalle voci biografiche con l'ausilio del template Bio e di un bot. L'aggiornamento è periodico e automatico e ricostruisce completamente la pagina. Se manca una persona in questa lista, sei pregato di non aggiungerla, ma accertati piuttosto che la sua voce biografica contenga il template Bio e che i dati anagrafici siano correttamente compilati. Se il template Bio manca, inseriscilo tu stesso o, in alternativa, metti l'avviso {{tmp\|Bio}} che ne segnala la mancanza. Se i dati riportati sono sbagliati, correggi direttamente la voce biografica; le modifiche saranno visibili in questa lista entro pochi giorni. Per chiarimenti vedi il progetto biografie. La lista contiene solo le 10 persone che sono citate nell'enciclopedia e per le quali è stato implementato correttamente il template Bio. Pagina aggiornata al 2 giu 2025. |

- 23 marzo - Landolfo II da Carcano, arcivescovo italiano
- 19 luglio - Damiano Dalasseno, generale e nobile bizantino
- 28 ottobre - Sigfrido di Lussemburgo, nobile franco
- 26 novembre - Nicone Metanoita, monaco cristiano bizantino
- Anselmo I di Savona, nobile italiano
- Crescenzio Nomentano, nobile italiano
- Dadone di Pombia, conte
- Etelverdo, scrittore britannico
- Gottifredo I, vescovo italiano
- Sergio III di Napoli, duca